# FreeWorlds
FreeWorlds of Free Worlds is een TC (Total Conversion) Mod gemaakt als een supplement voor het spel Freelancer.  De mod verandert de hele verhaallijn, en ruimte van Freelancer, daarom de term "Total Conversion."  Op het moment is de meest up-to-date versie 1.65, maar versie 1.66 is bijna compleet.
FreeWorlds brengt Freelancer tot een nieuw level met het creëren van de "galaxy" gebaseerd op die van dat van de Star Wars "galaxy".  Spelers kunnen kiezen tussen verschillende Facties zoals: a Corellian, Imperial, New Republic, of civilian, en nog vele andere.

## Versie Geschiedenis
De uitgekomen Freeworlds versies waren en zijn 1.01, 1.02, 1.03, 1.04, 1.52, 1.55, 1.62, 1.63, 1.64 en 1.65, en nog onbekende. Op het moment is 1.65 de stabiele gebruikte versie. Een hoog geëvolueerde versie is de FreeWorlds 1.66, deze is in de laatste testing phase. Er zijn ook een paar patches uitgekomen voor versie 1.65, maar deze zijn meestal voor een bepaalde server.

### Versie 1.52
Een van de minder geavanceerde versies van FreeWorlds is versie 1.52. Het bevatte maar vier stelsels: Bilbringi, Corusant, Corellia en Bespin. Die stelsels zaten niet zo vol met objecten (Planeten, Bases...)

### Versie 1.65
Freeworlds 1.65 is de momentele stabiele Freeworlds mod. Een paar servers hebben ook een paar patches uitgebracht voor 1.65 zoals 16.60. Dit zorgt er voor een paar veranderingen aan Grote schepen en de Freeworlds Funserver brengt zelfs nog een paar andere schepen in het spel, ook nieuwe likje verf voor een paar schepen.

### Versie 1.66
De laatste versie van deze mod is uitgekomen op 18 januari 2006. Het is zowel een open SP mod als een multiplayer mod. Ook de officiële freeworlds server draait ondertussen op versie 1.66.